# Ștefan Bolea
Ștefan Bolea (n. 1980, Baia Mare) este un scriitor și filosof român contemporan. Are două doctorate, în filosofie și litere, ambele de la UBB Cluj-Napoca. A scris următoarele cărți: Introducere în Nihilism (2024), Jung și filosofia umbrei (2019), Biblia nihilistă (2017), Caietul psihopatului (2015, 2023), Theoria (2015), AntiZeu (2014), Caietul Roxanei (2013, 2018), Introducere în nihilismul nietzschean (2012), Existențialismul astăzi (2012, 2019), Gothic (2011), Noaptea instinctelor (2009), Război civil (2005, 2016) și Ontologia negației (2004) în română, iar în engleză a publicat Internal Conflict in Nineteenth-Century Literature. Reading the Jungian Shadow (Lexington Books, 2020). A fost redactor al revistei Apostrof și a fondat revista EgoPHobia (cea mai veche revistă literară online de limbă română cu apariție neîntreruptă din 2004) al cărei redactor-șef este de la înființare.